# Coelopisthia lankana
Coelopisthia lankana är en stekelart som beskrevs av Sureshan 2006. Coelopisthia lankana ingår i släktet Coelopisthia och familjen puppglanssteklar.
Artens utbredningsområde är Sri Lanka. Inga underarter finns listade i Catalogue of Life.